# Моринг (диалект)

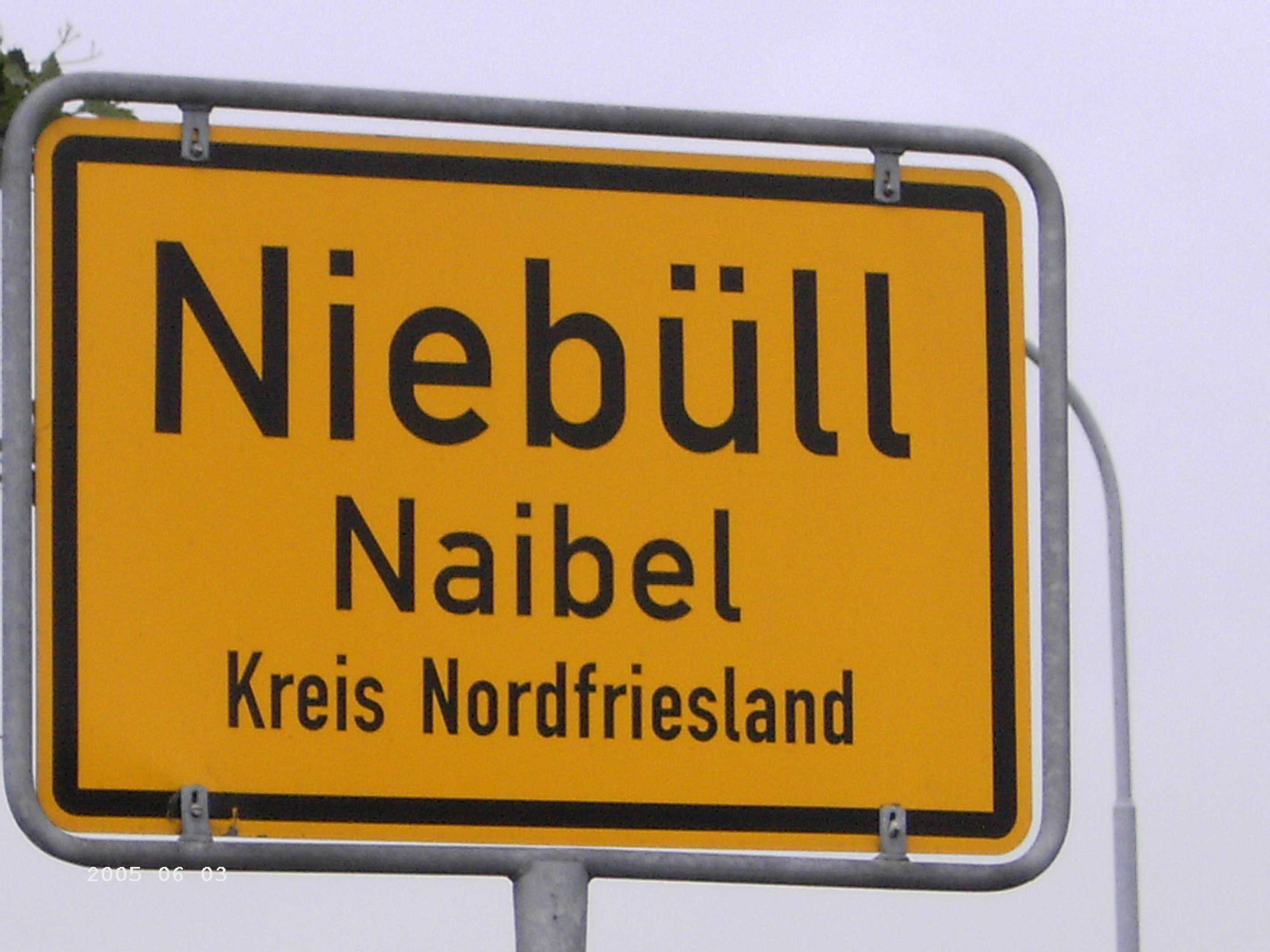
Двуязычный дорожный знак с текстом на моринге

Моринг (с.-фриз. Mooring), бёкингхардский фризский — один из диалектов севернофризского языка. На нём говорят в Нибюлле и бывшем управлении Бёкингхарде в районе Северная Фрисландия в земле Шлезвиг-Гольштейн в Германии. Этот диалект входит в континентальную группу севернофризских диалектов.

## Лингва франка
В последние десятилетия моринг фактически приобрёл статус лингва франка для всей Северной Фрисландии. У этого факта нет лингвистического обоснования. Моринг — далеко не самый распространённый севернофризский диалект, которым является феринг. Но было проведено очень много мероприятий относительно диалекта. Носители моринг также широко представлены в Севернофризском институте. Благодаря своему фактическому статусу, диалект привлекает к себе всё больше внимания в Интернете. Есть множество предложений по языковым курсам. Моринг действительно возрождается. Ещё несколько лет назад дела обстояли неважно, но сегодня число говорящих на моринг становится всё больше и больше. Говорят, что в настоящее время число молодёжи, чей родной язык — моринг, больше, чем таковых в двадцатых и тридцатых годах. В Ризуме находится начальная школа с преподаванием на моринг.